# クリストフォロス (ギリシャ王子)
クリストフォロス・ティス・エラザス（Χριστόφορος της Ελλάδας, 1888年8月10日 - 1940年1月21日）は、ギリシャの王族。

## 生涯
ゲオルギオス1世とその王妃オルガの末子として、ロシア帝国のパヴロフスクで生まれた。ギリシャ軍に入隊するが、彼は兄弟たちとは違って王族の義務よりもピアノを弾くのを好む性質であった。青年時代、ポルトガル、リトアニア、アルバニアの3ヶ国から国王にと打診されたが、責務を嫌うクリストフォロスはどれも辞退している。
1910年、スコットランドを訪れたクリストフォロスは、ファイフ公爵アレグザンダーと従姉であるイギリス王女ルイーズの長女アレクサンドラと結婚の約束をした。ルイーズの妹ヴィクトリアの励ましもあり婚約に至るかと思われたが、公爵の反対に合い、結婚を諦めた。
1920年、アメリカ人女性ナンシー・メイ・リーズと結婚した。ナンシーはギリシャ・デンマーク王女アナスタシアと名乗った。ナンシーは2度の結婚歴（死別と離別）のある平民であったため、2人の結婚が許可されるまで6年を要した。彼女は2度目の夫から莫大な遺産を相続した大富豪で、1920年代に亡命を余儀なくされたギリシャ王室はナンシーの財力を頼って生活した。しかし結婚からわずか3年後、ナンシーは癌のためにロンドンで死去した。クリストフォロスとの間に子はなかったが、彼はナンシーの先夫との子ウィリアムと養子縁組し、姪にあたるクセニヤ・ゲオルギエヴナ（クリストフォロスの姉マリアの娘）と結婚させた。
1929年、クリストフォロスはフランソワーズ・ドルレアンと再婚した。フランソワーズはオルレアン家のフランス王位請求者ジャンの娘であった。1939年1月、長男ミハイルが誕生したが、クリストフォロスは息子が生まれた翌年に亡くなった。